# DIN 31635
DIN 31635 је стандард за транслитерацију арапског алфабета који је 1982. прихваћен од стране Немачког националног завода за стандардизацију. Заснива се на правилима института Deutsche Morgenländische Gesellschaft (DMG) модификованог на Интернационалном оријенталистичком конгресу 1936. године у Риму. (Најважнија промена се испољава у слову "j", с обзиром да је транскрибовано као  међу говорницима енглеског језика, а као  међу говорницима немачког језика.) Његово прихватање се мање ослања на званични статус или стилски изглед (један знак за свако арапско слово) и Geschichte der arabischen Literatur каталог манускрипта Карла Брокелмана и речника Ханса Вера. Данас се ова транскрипција користи у већини публикација арапских и исламских студија на немачком језику, као и језицима земаља источне Европе. Прихваћена транскрипција 28 слова арапског алфабета је приказана у табели:
| Арапска слова | ء‎ / ا | ب | ت | ث  | ج | ح | خ  | د | ذ  | ر | ز | س | ش  | ص | ض | ط | ظ | ع | غ  | ف | ق | ك | ل | م | ن | ه | و     | ي / ى‎ |
| DIN 31635     | ʾ / ā | b | t | ṯ  | ǧ | ḥ | ḫ  | d | ḏ  | r | z | s | š  | ṣ | ḍ | ṭ | ẓ | ʿ | ġ  | f | q | k | l | m | n | h | w / ū | y / ī |
| ALA-LC        | ʼ / ā | b | t | th | j | ḥ | kh | d | dh | r | z | s | sh | ṣ | ḍ | ṭ | ẓ | ʻ | gh | f | q | k | l | m | n | h | w / ū | y / ī |
| ИПА (MSA)     | ,     |   |   |    |   |   |    |   |    |   |   |   |    |   |   |   |   |   |    |   |   |   |   |   |   |   | ,     | ,     |

Вокали (ар: حَرَكَات, DMG:ḥarakāt) фатха (ар: فَتْحَة, DMG:fatḥa), касра (ар:كَسْرَة, DMG:kasra) и дамма (ар:ضَمَّة,DMG:ḍammah) се транслитерују као a, i, u. Тешдид (ар:شَدَّة, DIN:shadda) се резултира у дуплирању слова, осим у случају члана када се пише уз реч која почиње сунчевим словом, када се слово поништава.
Елиф који означава  се транскрибује као ā. (ﺓ) (женско те) на крају речи се транскрибује као -h или као -t.
Хамза се може писати на неколико начина: أ إ ء ئ ؤ у зависности од њене позиције, али се све транскрибују на исти начин ⟨ʾ⟩. Почетно слово ʾalif (ا) без хамзе се не транскрибује са ʾ већ се транскрибује само почетни вокал: i-.
(ﻯ) (сломљени елиф) се јавља као ā, што га чини крајње нераздвојивим од ʾalif.
Дуги вокали  и  се транскрибују као ī и ū. Суфикс за нисбу (грађење придева од именица)  јавља се као -iyy, -iyyah, док се у мушком роду транскрибује као -ī,. Нунација се не транскрибује. Цртица - се користи за одвајање морфолошких елемената, углавном у случајевима везе са члановима и предлозима.
Арапски индијски бројеви (‭٠ ١ ٢ ٣ ٤ ٥ ٦ ٧ ٨ ٩‬) који се користе уз арапско писмо се транскрибују као западни арапски бројеви (0 1 2 3 4 5 6 7 8 9).